# Martijn Jaspers
Martijn Jaspers (11 de febrero de 1987) es un deportista neerlandés que compitió en ciclismo en la modalidad de BMX. Ganó una medalla de bronce en el Campeonato Europeo de Ciclismo BMX de 2014.

## Palmarés internacional
| Campeonato Europeo | Campeonato Europeo   | Campeonato Europeo | Campeonato Europeo |
| Año                | Lugar                | Medalla            | Competición        |
| ------------------ | -------------------- | ------------------ | ------------------ |
| 2014               | Roskilde (Dinamarca) | Medalla de bronce  | Carrera            |